# Sân bay Uray
Sân bay Uray (IATA: URJ, ICAO: USHU) là một sân bay ở Vùng tự trị Khanty-Mansi, Nga, 4 km về phía đông nam Uray. Sân bay này có đường băng dài 2.300 m có thể phục vụ máy bay cỡ vừa.

## Các hãng hàng không và các điểm đến
- Moskovia Airlines (Anapa, Moskva-Vnukovo)
- UTair Aviation (Khanty-Mansijsk, Tjumen)
- Karat (Moskva-Domodedovo)